# بزقوش
بُزقوش یا بُزغوش رشته‌کوهی با امتداد شرقی-غربی در جنوب شهرستان سراب و شمال شهرستان میانه در استان آذربایجان شرقی ایران است.
این رشته‌کوه در میان دو رود آجی چای و شهر چای قرار گرفته و در میان شهرستان های ترکمانچای و سراب قرار گرفته‌است.

## نام
نام بزقوش از دو واژه ترکی بز به معنی خاکستری و قوش به معنی پرنده تشکیل شده و واژه در کل به معنی پرنده خاکستری بوده و در فارسی معادل آن طرلان است.

## ساختار زمین شناسی
بزقوش شامل کوههایی با شیب ملایم و از سنگهای حاصل از غبارهای آتشفشانی مربوط به کوههای آتشفشانی سبلان و سهند است. حاوی معادن کشف نشده‌ای از مس است و وجود دانه‌های پیریت در این سنگها اهالی را به یاد طلا می اندازد.
از نظر زمین‌شناسی این کوه‌ها خاستگاه کوهه‌ای دارند.

## قلل
بلند ترین قله بزگوش،اق داغ با ارتفاع ۳۳۰۴متر از سطح دریا میباشد که هرساله افزایش میابد.قیسیر (۳۱۰۰ متر)قله دیگر  این رشته‌کوه می‌باشد.میزان بارش در قله های آن ۵۰۰تا۷۰۰میلیمتر میباشد